# Paul Hilpert
Paul Hilpert (* 26. Dezember 1893 in Gehren (Thüringen); † 13. März 1939 in Halle (Saale)) war ein deutscher Psychiater und nationalsozialistischer Hochschullehrer.

## Leben
Hilpert machte 1912 das Abitur in Sonneberg und studierte Medizin an der Universität Leipzig. Seit 1912 gehörte er der Leipziger Burschenschaft Germania an. 1914 meldete er sich als Kriegsfreiwilliger während des Ersten Weltkrieges und wurde einem Lazarett zugeteilt: 1915 Feldunterarzt, ab 1916 Truppenarzt an der Westfront (Auszeichnungen: Eisernes Kreuz II. Klasse; Sächsischer Albrechts-Orden mit Schwertern). 1919 bestand er das medizinische Staatsexamen und erhielt die Approbation.
Hilpert wurde Volontärarzt an der Psychiatrischen Universitätsklinik Leipzig und promovierte 1920 zum Dr. med. Von 1920 bis 1923 war er Assistenzarzt an einem Sanatorium in Bad Freienwalde (Oder), 1923 wechselte er an die Psychiatrische Universitätsklinik Jena, wo er sich 1927 habilitierte und 1930 zum außerordentlichen Professor ernannt wurde. Seit 1934 Oberarzt, vertrat er 1935 in Greifswald, ab 1. Januar 1937 vertrat er die Professur für Psychiatrie und Neurologie an der Universität Halle. Er machte eine steile Karriere. Zum 1. Februar wurde er zum Direktor der Universitätsnervenklinik und zum persönlichen Ordinarius ernannt. In einer Rede zu Martin Luthers Geburtstag äußerte er, dass gut zehn Prozent der deutschen Bevölkerung als „erbkrank im weitesten Sinne“ zu bezeichnen seien und daher ihre Erbanlagen „zur Ausmerzung“ freizugeben seien. Ab Februar 1938 trat er als Dekan der Medizinischen Fakultät öffentlich für die Ausmerzung der »Minderwertigen« ein. Von Johannes Weigelt zum Nachfolger vorgesehen, wurde Hilpert Ende 1938 zum Prorektor und im Januar 1939 zum planmäßigen Ordinarius ernannt. Hilpert starb unerwartet an einer Lungenentzündung nach einer Grippe. Seine Schüler wie Ernst Baumhard waren in der Aktion T4 tätig.
Von 1912 bis 1923 war Hilpert Mitglied des Alldeutschen Verbandes, ab Februar 1931 Förderndes Mitglied der SS. Im März 1933 unterzeichnete er die Erklärung von 300 Hochschullehrern für Adolf Hitler. Zum 1. Mai 1933 trat er der NSDAP bei (Mitgliedsnummer 3.136.470), war zudem 1933 bis 1935 SS-Unterscharführer, danach in der Fliegerlandesgruppe des DLV.

## Schriften
- Grundsätzliches über Rassenhygiene, Langensalza 1934
- Die rassehygienische Forderung. Rede, gehalten bei der Gedenkfeier der Martin Luther-Universität Halle-Wittenberg an Luthers Geburtstag am 10. November 1937 (Hallische Universitätsreden 73). Halle (Saale), Max Niemeyer Verlag 1937